# Przerwa (Buszkowice)
Przerwa – część wsi Buszkowice w Polsce, położona w województwie podkarpackim, w powiecie przemyskim, w gminie Żurawica. Leży nad Sanem (od południa) i Wiarem (od wschodu).

## Historia
Dawniej Przerwa była przysiółkiem wsi Przekopana, położony w głębokim zakolu Sanu. Po regulacji koryta Sanu została fizycznie odcięta od Przekopanej, co miało znaczenie m.in. podczas II wojny światowej, kiedy San wyznaczał granicę między strefami okupacyjnymi III Rzeszy i ZSRR (vide Landkreis Jaroslau i Landkreis Przemysl).
Po wojnie w gminie Przemyśl, nadal jako część Przekopanej, mimo braku fizycznej styczności (mostu) przez San. Dopiero w związku z reformą administracyjną jesienią 1954 Przerwa została odłączona od Przekopanej (która została siedzibą nowej gromady Przekopana) i włączona do gromady Buszkowice, a po jej zniesieniu do gromady Żurawica. 31 grudnia 1961 Przekopaną włączono do Przemyśla, natomiast Przerwa pozostała poza jego granicami, odtąd związana ze względów hydrograficznych z Buszkowicami. Na uwagę zasługuje, że część przerwanej głównej ulicy Przerwy (a więc sprzed regulacji biegu Sanu) znajduje się nadal w granicach Przekopanej (a zarazem Przemyśla) i ma nazwę Przerwa.
W latach 1975–1998 miejscowość administracyjnie należała do województwa przemyskiego.